# Ikarus 262
Ikarus 262 — автобус большой вместимости, выпускавшийся в 1970-е годы венгерской фирмой Ikarus.

## История
В начале 1970-х годов на заводе «Икарус» была предложена идея разработки 12-метрового одиночного автобуса. Идеи в конечном итоге материализовались, поэтому параллельно с прототипом Ikarus-282 также производилась его одиночная версия — Ikarus 262. В конце концов, были выпущены только опытные экземпляры Ikarus 262. Основная причина отсутствия серийного производства заключалась в том, что в то время не было значительного спроса на 12-метровые автобусы, поэтому от идеи в итоге отказались. Тем не менее, опыт разработки в дальнейшем был широко использован для модели Ikarus 263.
Конструктивно Ikarus-262 являлся аналогом Ikarus-260 за исключением того, что длина увеличена примерно на 1 метр за счёт добавления одного дополнительного окна.